# Nagyhegyes
Nagyhegyes es un pueblo húngaro perteneciente al distrito de Hajdúszoboszló en el condado de Hajdú-Bihar, con una población en 2012 de 2750 habitantes.
Se conoce su existencia desde la Edad Media, pero la localidad original fue destruida en las invasiones mongolas y otomanas y pasó a ser un paraje rústico de Debrecen. En 1952 volvió a constituirse como localidad separada.
Se ubica unos 15 km al oeste de Debrecen, sobre la carretera 33 que lleva a Eger.